# Montenoy
Montenoy ist eine französische Gemeinde mit 401 Einwohnern (Stand: 1. Januar 2022) im Département Meurthe-et-Moselle in der Region Grand Est (bis 2015 Lothringen). Die Gemeinde gehört zum Arrondissement Nancy und zum Kanton Entre Seille et Meurthe.

## Lage
Montenoy liegt etwa 14 Kilometer nordnordöstlich von Nancy. Umgeben wird Montenoy von den Nachbargemeinden Bratte im Nordwesten und Norden, Villers-lès-Moivrons im Norden und Nordosten, Leyr im Osten, Bouxières-aux-Chênes im Südosten und Süden sowie Faulx im Westen.

## Bevölkerungsentwicklung
| Jahr                       | 1962 | 1968 | 1975 | 1982 | 1990 | 1999 | 2006 | 2019 |
| Einwohner                  | 208  | 240  | 218  | 279  | 283  | 362  | 402  | 409  |
| Quellen: Cassini und INSEE |      |      |      |      |      |      |      |      |

## Sehenswürdigkeiten
- Kirche Saint-Epvre aus dem 18. Jahrhundert

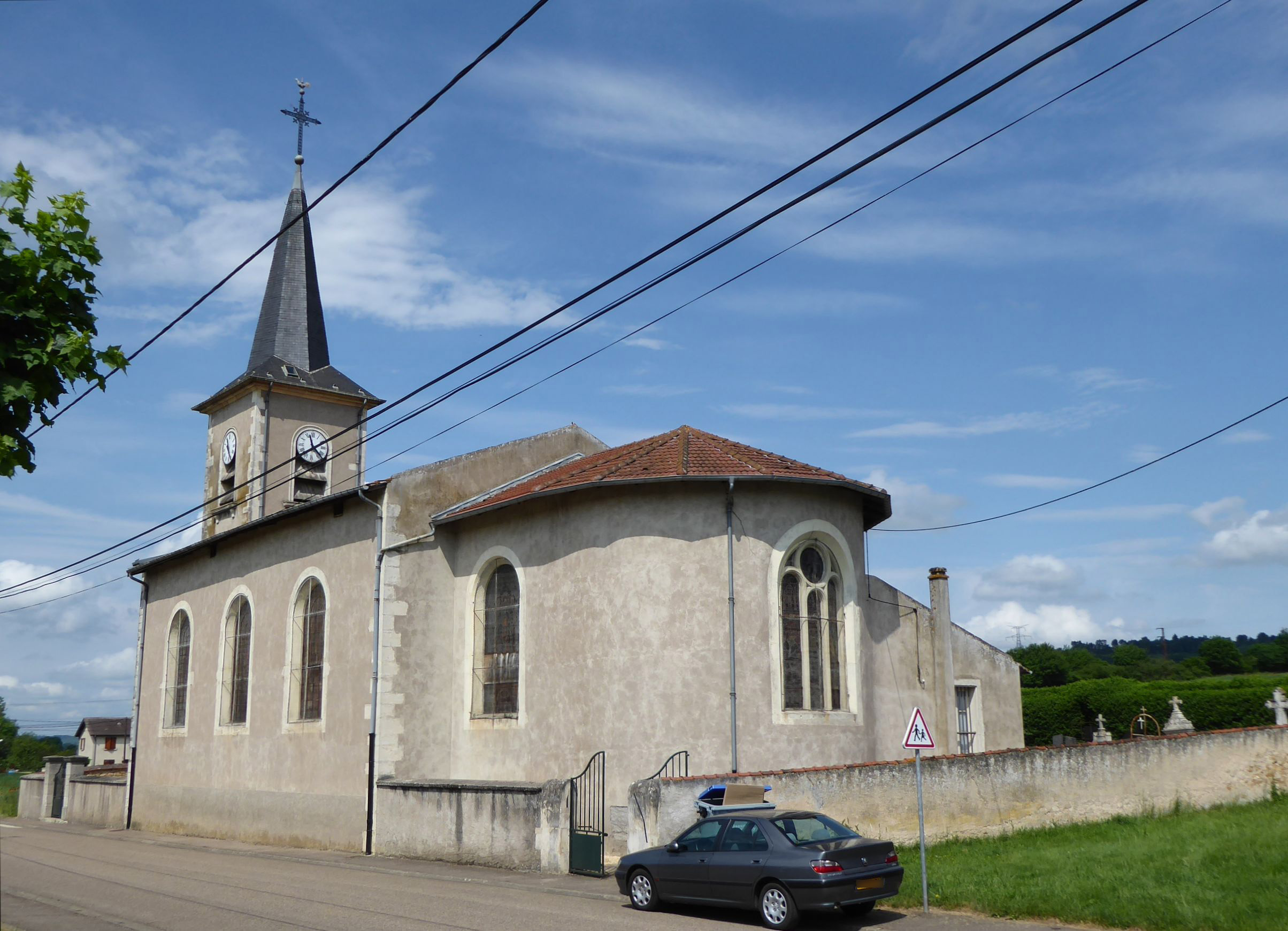
Kirche Saint-Epvre